# Ассоциация футбола Аргентины
Ассоциация футбола Аргентины (исп. Asociación del Fútbol Argentino) — это главный орган управления футболом в Аргентине. Организовывает и отвечает за чемпионат Аргентины по футболу и сборную Аргентины по футболу.

## История
Ассоциация футбола Аргентины основана в 1893 году в Буэнос-Айресе. В начале XX века в Аргентине параллельно с АФА существовали и другие конкурирующие организации, претендовавшие на главенство в управлении футболом в этой стране. Так, в 1912 году была организована Федерация футбола Аргентины (Federación Argentina de Football), куда вошли такие клубы, как «Химнасия и Эсгрима», «Эстудиантес» (Ла-Плата), «Индепендьенте» (Авельянеда), «Атланта» (Буэнос-Айрес). Организация провела три параллельных чемпионата и в 1915 году вошла в состав АФА. Новый этап раздробленности существовал с 1919 по 1926 год, когда параллельно с чемпионатом АФА проводилось первенство под эгидой Любительской ассоциации футбола (Asociación Amateurs de Football (AAmF)). В данной организации состояли такие популярные клубы, как «Расинг» (Авельянеда) (к моменту раскола — шестикратный чемпион Аргентины), «Ривер Плейт», «Сан-Лоренсо де Альмагро», «Велес Сарсфилд» (Буэнос-Айрес), «Индепендьенте» (Авельянеда), «Химнасия и Эсгрима» (Ла-Плата). Диссидентские организации также формировали свои национальные сборные. В 1927 году раскол прекратился, а в 1931 году аргентинский футбол окончательно перешёл на профессиональные рельсы. См. также: Чемпионат Аргентины по футболу (допрофессиональный период).
Аргентинские клубы прочно удерживают первое место по числу побед в главном континентальном турнире Южной Америки — Кубке Либертадорес. Кроме того, шесть аргентинских клубов в разные годы выиграли в общей сложности девять Межконтинентальных кубков, что является рекордом турнира, который уже невозможно будет побить (МК не проводится с 2005 года).

## Выступление сборных

### Основная сборная
Национальная сборная Аргентины была одной из сильнейших в мире в 1920-е годы, в 1928 и 1930 годах она доходила до финалов двух главных турниров общемирового уровня, Олимпиады в Амстердаме и первого Кубка мира под эгидой ФИФА в Монтевидео. Оба раза она уступала своим принципиальным соперникам из Уругвая. В 1940-е годы Аргентина доминировала на южноамериканской арене, но, поскольку из-за Второй мировой войны чемпионаты мира не проводились, это поколение игроков, которым руководил многолетний тренер «альбиселесте» Гильермо Стабиле, вновь не сумело завоевать титулов мирового уровня.
Мощным импульсом в развитии футбола в стране стал чемпионат мира 1978 года, прошедший в Аргентине. Хозяева сумели победить в турнире, став третьей южноамериканской сборной, которой покорилась эта вершина. В 1986 году аргентинцы во второй раз стали чемпионами мира, наиболее яркой звездой в их составе был Диего Марадона, признаваемый по различным версиям одним из величайших футболистов XX века.
На уровне континентальных первенств Аргентина с 2021 года делит первое место с Уругваем по числу побед в чемпионах Южной Америки и Кубке Америки — по 15.

### Молодёжная сборная
С того момента, как стали проводиться молодёжные чемпионаты мира по футболу, с 1977 года, Аргентина шесть раз выигрывала этот титул:
- в 1979 году, в Японии. При участии Диего Марадоны и Рамона Диаса.
- в 1995 году, в Катаре. При участии Хуана Пабло Сорина.
- в 1997 году, в Малайзии. При участии Хуана Романа Рикельме, Эстебана Камбьяссо, Вальтера Самуэля и Пабло Аймара.
- в 2001 году, в Аргентине. При участии Хавьера Савиолы, Андреса Д’Алессандро и Макси Родригеса.
- в 2005 году, в Нидерландах. При участии Лионеля Месси, Фернандо Гаго и Серхио Агуэро.
- в 2007 году, в Канаде. При участии Серхио Агуэро, Анхеля Ди Марии и Максимилиано Моралеса.

Из шести выигранных титулов, три титула выиграла сборная Аргентины под руководством Хосе Пекермана, в 1995, 1997 и 2001.

### Олимпийские игры
С 1992 года в Олимпийских играх могут участвовать команды, составленные из игроков не старше 23 лет (с добавлением трёх игроков старше этого возраста).
Впервые Аргентина выиграла Олимпиаду в Афинах в 2004 году. В финале аргентинцы обыграли Парагвай со счетом 1:0, единственный гол забил Карлос Тевес. «Бело-голубые» не пропустили на этом турнире ни одного гола, забив 17 мячей. Через четыре года сборная Аргентины выиграла Олимпиаду в Пекине. Олимпийская сборная Аргентины также завоёвывала серебряные медали в 1996 году в Атланте. В 1928 году сборная Аргентины дошла до финала Олимпийских игр, где уступила Уругваю, однако тот турнир (как и турнир 1924 года) ФИФА приравнивает к чемпионатам мира по футболу и в нём участвовали сильнейшие игроки.

### Мини-футбол
Сборная Аргентины по мини-футболу прочно удерживает второе место по достижениям среди южноамериканских национальных команд, сильно уступая лишь Бразилии. В XXI веке, а особенно начиная с 2010-х годов, аргентинцы стали оказывать достойную конкуренцию бразильцам, которые ранее практически безоговорочно доминировали на континенте. Аргентина выиграла Кубок Америки в 2003, 2015 и 2022 годах. В 2016 году «альбиселесте» впервые в своей истории стала чемпионом мира по мини-футболу, а в 2021 году команда дошла до финала турнира.

## Президенты АФА
| №   | Президент                | Период правления                  |
| --- | ------------------------ | --------------------------------- |
| 1.  | Александер Уотсон Хаттон | 21 февраля 1893 — 5 апреля 1897   |
| 2.  | Альфредо П. Б. Бойд      | 5 апреля 1897 — 26 апреля 1899    |
| 3.  | Чарльз Уибберли          | 26 апреля 1899 — 1900             |
| 4.  | Фрэнсис Шевалье-Бутель   | 1900—1906                         |
| 5.  | Флоренсио Мартинес де Ос | 1906—1907                         |
| 6.  | Эмилио Хансен            | 1907—1909                         |
| 7.  | Хьюго Уилсон             | 1909—1915                         |
| 8.  | Адольфо Орма             | 1915—1918                         |
| 9.  | Рикардо К. Альдао        | 1918—1919                         |
| 10. | Федерико Лусио           | 1919—1921                         |
| 11. | Бенхамин Тулус           | 1921—1922                         |
| 12. | Альдо Кантони            | 1922—1924                         |
| 13. | Вирхилио Тедин Урибуру   | 1924—1926                         |
| 14. | Наталио Ботана           | 1926                              |
| 15. | Альдо Кантони            | 1926—1927                         |
| 16. | Адриан Беккар Варела     | 1927—1929                         |
| 17. | Хуан Пинье               | 1929—1932                         |
| 18. | Карлос П. Анеси          | 1932                              |
| 19. | Сильвио Х. Серра         | 1932—1933                         |
| 20. | Хосе А. Клайсе           | 1933—1934                         |
| 21. | Алехандро Русо           | 1934                              |
| 22. | Тибурсио Падилья         | 3 ноября 1934 — 28 февраля 1935   |
| 23. | Эрнесто Ф. Мальбек       | 28 февраля 1935 — 4 марта 1936    |
| 24. | Анхель Молинари          | 4 марта 1936 — 11 марта 1937      |
| 25. | Эдуардо Санчес Терреро   | 11 марта 1937 — 6 марта 1939      |
| 26. | Адриан Сесар Эскобар     | 6 марта 1939 — 8 апреля 1941      |
| 27. | Рамон Кастильо           | 8 апреля 1941 — 9 августа 1943    |
| 28. | Хасинто К. Армандо       | 9 августа 1943 — 8 марта 1944     |
| 29. | Агустин Николас Матьенсо | 22 марта 1944 — 9 марта 1945      |
| 30. | Эдуардо Авалос           | 9 марта 1945 — 13 марта 1946      |
| 31. | Педро Канавери           | 13 марта 1946 — 26 февраля 1947   |
| 32. | Оскар Николини           | 26 февраля 1947 — 13 февраля 1949 |
| 33. | Каэтано Джардулли        | 25 июля 1949 — 24 августа 1949    |
| 34. | Валентин Суарес          | 24 августа 1949 — 22 июля 1953    |
| 35. | Доминго Пелуффо          | 10 августа 1953 — 27 марта 1955   |
| 36. | Сесилио Кондити          | 25 апреля 1955 — 16 сентября 1955 |
| 37. | Артуро А. Бульрич        | 16 сентября 1955 — 27 марта 1956  |
| 38. | Рауль Коломбо            | 27 марта 1956 — 26 февраля 1965   |
| 39. | Франсиско А. Перетте     | 26 февраля 1965 — 10 июля 1966    |
| 40. | Валентин Суарес          | 10 июля 1966 — 11 июля 1968       |
| 41. | Армандо Рамос Руис       | 11 июля 1968 — 4 июля 1969        |
| 42. | Альдо Х. Порри           | 4 июля 1969 — 10 сентября 1969    |
| 43. | Оскар Л. Феррари         | 10 сентября 1969 — 16 ноября 1969 |
| 44. | Хуан Мартин Онето Гаона  | 17 ноября 1969 — 7 июня 1971      |
| 45. | Рауль Д'Онофрио          | 7 июня 1971 — 15 января 1973      |
| 46. | Орасио Э. Бруссоне       | 16 января 1973 — 17 июня 1973     |
| 47. | Бальдомеро М. Гиган      | 18 июня 1973 — 21 января 1974     |
| 48. | Фернандо Р. Митьянс      | 21 января 1974 — 18 июня 1974     |
| 49. | Давид Л. Бракуто         | 21 июня 1974 — 24 марта 1976      |
| 50. | Эрнесто А. Видрих        | 24 марта 1976 — 3 мая 1976        |
| 51. | Альфредо Кантило         | 3 мая 1976 — 6 апреля 1979        |
| 52. | Хулио Грондона           | 6 апреля 1979 — 30 июля 2014      |
| 53. | Луис Сегура              | 30 июля 2014 — 30 июня 2016       |
| 54. | Армандо Перес            | 1 июля 2016 — 29 марта 2017       |
| 55. | Клаудио Фабиан Тапиа     | С 30 марта 2017                   |